# Sikorsky MH-60 Jayhawk
Sikorsky HH-60 Jayhawk je helikopter za traganje i spašavanje (search and rescue - SAR) s dva turboosovinska motora, projektiran na osnovi SH-60 Seahawk, mornaričke inačice helikoptera UH-60 Black Hawk iz obitelji Sikorsky S-70. Razvijen je za potrebe Obalne straže SAD-a kako bi zamijenio HH-3F Pelican 1986. godine.

## Razvoj i dizajn
Razvoj HH-60J Jayhawk započeo je 1986. na osnovi HH-60H Rescue Hawk (inačica Seahawka). Jayhawkovi su dostavljeni Obalnoj straži SAD-a početkom 1990-ih. HH-60J ima tragački/vremenski radar koji daje različit izgled njegovom nosnom dijelu u odnosu na druge helikoptere iste obitelji.

## Inačice
HH-60Jhelikopter za traganje i spašavanje srednjeg doleta.
MH-60Tmodernizirana naoružana inačica HH-60J za izvanobalne operacije.

## Tehničke karakteristike (HH-60J)
Osnovne karakteristike
- posada: 4 (pilot, kopilot, dvoje pripadnika letačkog osoblja)
- dužina: 19,76 m
- promjer rotora: 16,36 m
- visina: 5,18 m

Letne karakteristike
- najveća brzina: 333 km/h
- ekonomska brzina: 260 km/h
- dolet: 1.300 km
- najveća visina leta: 1.520 m
- motor: 2× General Electric T700-GE-401C

Naoružanje
- naoružanje: 2x M240B 7,62x51 mm strojnica ili 2x Browning M2 12.7x99 mm HMG na vratima.

## Vanjske poveznice
|  | Zajednički poslužitelj ima još gradiva o temi HH-60 Jayhawk |